# Tumi Mogorosi
Tumi Mogorosi (* 1987) ist ein südafrikanischer Jazzmusiker (Schlagzeug, Komposition).

## Leben und Wirken
Mogorosi, der Teil der Musikszene von Johannesburg ist, spielte seit 2001 Gitarre. 2004 schrieb er sich auf dem Allenby Campus in Bramley, Johannesburg, ein, um Gitarre zu studieren. Er brach das Studium ab, wechselte das Instrument und absolvierte 2012 sein Musikstudium an der Tshwane University of Pretoria. Er gehörte zum Gauteng Jazz Orchestra und zu den Gruppen von Feya Faku, Zim Ngqawana, Herbie Tsoaeli und Andile Yenana. 
2014 legte er mit Project Elo sein Debütalbum beim britischen Label Jazzman vor, eine Suite geistlicher Musik für Jazzmusiker und (Opern-)sänger. Das Album wurde für die South African Music Awards nominiert und brachte ihm den Standard Bank Ovation Award 2014 ein; für die Zeitung Mail & Guardian war es das „Jazz Album des Jahres“. 
Mit dem Pianisten Pule Pheto nahm er 2015 ein Duoalbum auf. Mit der Sängerin Gabisile Motuba legte er 2016 das Album Sanctum Sanctorum vor, mit dem Dichter Lefifi Tladi und dem Gitarristen Sibusile Xaba die Produktion It’s a Shame, They’ll Never Change. Shabaka Hutchings holte ihn zu seinen Ancestors (Wisdom of Elders), Nicola Conte zu seiner Spiritual Galaxy. 2022 folgte sein zweites Album Group Theory: Black Music.

## Preise und Auszeichnungen
Sein Album Project Elo wurde 2014 für einen South African Music Award nominiert und gewann im selben Jahr den Standard Bank Ovation Award; auch wurde es als „Jazz-Album des Jahres“ von der Zeitung Mail & Guardian ausgezeichnet.